# Egas da Costa Freitas

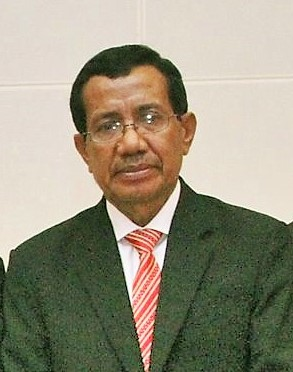
Egas da Costa Freitas (2015)

Egas da Costa Freitas ist ein Diplomat aus Osttimor.
Freitas war früher Lehrer an der Sekundärschule von Vemasse. 2001 gehörte er noch als offizieller Sprecher zur Führungsebene der Veteranenorganisation CPD-RDTL.
Am 19. November 2015 wurde Freitas zum neuen Botschafter Osttimors am Heiligen Stuhl ernannt. Er folgt damit dem 2014 verstorbenen Ovídio de Jesus Amaral. Die Akkreditierung erfolgte am 22. Februar 2016. Das Amt hatte Freitas bis 2020 inne.